# Урусово (Мордовия)
Уру́сово (эрз. Орозбие) — село в Ардатовском районе Мордовии. Административный центр Урусовского сельского поселения.

## География
Расположено на речке Муравлейке, в 26 км от районного центра и 36 км от железнодорожной станции Ардатов.

## Название
Название-антропоним: от дохристианского мордовского имени Урус (Ороз).

## История
Упоминается в переписях мордвы Алатырского уезда как д. Иванова (Урусова) на Норовлейской вершине Кашмурского беляка Верхопьянского стана (1624), с. Урусово Низсурского стана (1671).
В 1780 году, при создании Симбирского наместничества, деревня Архангельское Урусово тож, при ключе, дворцовых крещеной мордвы, входила в состав Алатырского уезда.
В 1861 году прихожанами был построен новый деревянный храм, в 1881 году к нему был пристроен предел. Престолов в нём два: главный во имя Архистратига Божия Михаила и в приделе во имя св. благоверного князя Александра Невского.
В «Списке населённых мест Симбирской губернии» (1863) Урусово — село удельное из 154 дворов (1357 чел.). Был развит валяльный промысел.
По данным 1913 г., в селе насчитывался 271 двор (2430 чел.); действовала церковно-приходская школа.
В 1930 году был создан колхоз им. Куйбышева, с 1958 г. — совхоз «Волна революции», с 1991 г. — «Урусовский», с 1997 г. — СХПК, с 2004 г. — 2 К(Ф)Х.

## Инфраструктура
В современном селе — средняя школа с историко-краеведческим музеем, библиотека, Дом культуры, медпункт, магазины, сберкасса, отделение связи, хлебопекарня; Михаило-Архангельская церковь (2000).

## Люди, связанные с селом
Урусово — родина полного кавалера ордена Славы И. С. Потешкина.

## Население
| 2002 | 2010 | 2012 | 2013 | 2014 | 2015 | 2016 |
| ---- | ---- | ---- | ---- | ---- | ---- | ---- |
| 894  | ↘777 | ↘732 | ↘710 | ↘693 | ↘674 | ↘648 |
| 2017 | 2018 |      |      |      |      |      |
| ↘614 | ↘607 |      |      |      |      |      |

В 1931 году — 391 хозяйство (2284 чел.).
Население 970 чел. (2001), в основном эрзя.
Население около 700 чел. (2016), в основном эрзя.